# Andrena aerinifrons
Andrena aerinifrons là một loài Hymenoptera trong họ Andrenidae. Loài này được Dours mô tả khoa học năm 1873.